# Lista światowego dziedzictwa UNESCO w Azerbejdżanie
Lista światowego dziedzictwa UNESCO w Azerbejdżanie – lista miejsc w Azerbejdżanie wpisanych na listę światowego dziedzictwa UNESCO, ustanowionej na mocy Konwencji w sprawie ochrony światowego dziedzictwa kulturowego i naturalnego, przyjętej przez UNESCO na 17. sesji w Paryżu 16 listopada 1972 i ratyfikowanej przez Azerbejdżan 16 grudnia 1993 roku.
Obecnie (stan w 2019 roku) na liście znajdują się trzy obiekty dziedzictwa kulturowego.
Na azerbejdżańskiej liście informacyjnej UNESCO – liście obiektów, które Azerbejdżan zamierza rozpatrzyć do zgłoszenia do wpisu na listę światowego dziedzictwa, znajduje się 9 obiektów (stan w roku 2019). 

## Obiekty wpisane na listę światowego dziedzictwa UNESCO
Poniższa tabela przedstawia azerbejdżańskie obiekty na liście światowego dziedzictwa UNESCO:
Nr ref. – numer referencyjny UNESCO;
Obiekt – polskie tłumaczenie nazwy wpisu na liście wraz z jej angielskim oryginałem;
Położenie – miasto, rejon; współrzędne geograficzne;
Typ – klasyfikacja według Komitetu Światowego Dziedzictwa:
- kulturowe (K),
- przyrodnicze (P),
- kulturowo–przyrodnicze (K,P);

Rok wpisu – roku wpisu na listę;
Opis – krótki opis obiektu wraz z informacjami o jego zagrożeniu.
| Nr ref. | Obiekt | Zdjęcie | Położenie                                                     | Typ       | Rok  | Opis |
| ------- | --- | ------- | ------------------------------------------------------------- | --------- | ---- | ---- |
| 958     | Stare Miasto, Pałac szachów Szyrwanu i Baszta Dziewicza w Baku Walled City of Baku with the Shirvanshah's Palace and Maiden Tower |         | Baku                                                          | K (iv)    | 2000 |      |
| 1076    | Malowidła naskalne w Qobustanie Gobustan Rock Art Cultural Landscape                                                              |         | Rejon Apszeron Baku 40°07′30″N 49°22′30″E/40,125000 49,375000 | K (iii)   | 2007 |      |
| 1549    | Stare miasto w Şəki z Pałacem Chanów                                                                                              |         | Şəki Rejon Şəki 41°12′12″N 47°11′15″E/41,203333 47,187500     | K (ii)(v) | 2019 |      |

## Obiekty na azerbejdżańskiej Liście Informacyjnej UNESCO
Poniższa tabela przedstawia obiekty na azerbejdżańskiej Liście Informacyjnej UNESCO:
Nr ref. – numer referencyjny UNESCO;
Obiekt – polskie nazwa obiektu wraz z jej angielskim oryginałem na azerbejdżańskiej Liście Informacyjnej;
Położenie – miasto, rejon; współrzędne geograficzne;
Typ – klasyfikacja według zgłoszenia:
- kulturowe (K),
- przyrodnicze (P),
- kulturowo–przyrodnicze (K,P);

Rok wpisu – roku wpisu na Listę Informacyjną;
Opis – krótki opis obiektu wraz z informacjami o jego zagrożeniu.
| #    | Obiekt                                                                                            | Zdjęcie | Lokalizacja | Typ (wraz z kryteriami) | Rok  | Nr ref. |
| ---- | ------------------------------------------------------------------------------------------------- | ------- | --- | ----------------------- | ---- | ------- |
| 1172 | Świątynia Ognia Ateszgah Surakhany, Atashgyakh (Fire - worshippers, temple - museum at Surakhany) |         | Baku 40°24′55,6″N 50°00′31,0″E/40,415442 50,008611                                                                                         | K (i)(iii)              | 1998 |         |
| 1173 | Mauzolea w Nachiczewanie The mausoleum of Nakhichevan (#)                                         |         | - Mauzoleum Gülüstan - Mauzoleum Qarabağlar - Mauzoleum Momine Chatun - Mauzoleum Jusufa ibn Kusejra                                       | K (i)(iv)               | 1998 |         |
| 1174 | Park Narodowy Hirkan Hyrkan State Reservation                                                     |         | Rejon Lenkoran Rejon Astara 48°45′50″N 38°30′34″E/48,763889 38,509444                                                                      | P (vii)(x)              | 1998 |         |
| 1175 | Czwartorzędowe złoża fauny i flory w Binəqədi "Binegadi" 4th Period Fauna and Flora Deposit       |         | Baku 49°45′55″N 40°15′50″E/49,765278 40,263889                                                                                             | P (viii)(ix)            | 1998 |         |
| 1176 | Wulkan błotny Lökbatan "Lok-Batan" Mud Cone                                                       |         | Półwysep Apszeroński Rejon Abşeron 40°18′16″N 49°42′33″E/40,304444 49,709167                                                               | P (vii)(viii)(ix)       | 1998 |         |
| 1177 | Bakı dağ mərhələsi                                                                                |         | Baku 49°50′45″N 40°20′35″E/49,845833 40,343056                                                                                             | P (viii)(ix)            | 1998 |         |
| 1573 | Fortyfikacje obronne wybrzeża Morza Kaspijskiego The Caspian Shore Defensive Constructions        |         | - Beşbarmaq səddi - Gilgilçay səddi - Çıraqqala - Wieża Şabran - Okrągła wieża w Merdeken - Wieża Bayıl - Twierdza Nardaran - Wieża Ramana | K                       | 2001 |         |
| 1574 | Zabytkowe miasto Şuşa Susha historical and architectural reserve                                  |         | Şuşa Rejon Şuşa (de facto pod kontrolą Republiki Górskiego Karabachu) 39°32′00″N 46°07′00″E/39,533333 46,116667                            | K (i)(iv)(v)(vi)        | 2001 |         |
| 1575 | Zabytkowe miasto Ordubad Ordubad historical and architectural reserve                             |         | Ordubad Nachiczewańska Republika Autonomiczna 38°54′00″N 46°01′00″E/38,900000 46,016667                                                    | K (i)(iv)(v)            | 2001 |         |